# Lass es, Larry!
Lass es, Larry! (Originaltitel: Curb Your Enthusiasm, deutsch etwa: Zügle deinen Enthusiasmus) ist eine US-amerikanische Impro-Sitcom, die mit Unterbrechungen von 2000 bis 2024 auf dem US-Kabelsender HBO ausgestrahlt wurde. Erfinder der Serie sowie Hauptautor und Hauptdarsteller aller Episoden war der Seinfeld-Miterfinder Larry David.
In der mit zahlreichen Preisen ausgezeichneten Serie spielt Larry David eine fiktionalisierte Version seiner selbst. Die Serie begleitet den durch die US-Sitcom Seinfeld zu erheblichem Wohlstand gelangten Larry in seinem Leben als halbpensionierter Fernsehautor und -produzent in Los Angeles. Der kinderlose Larry verfügt dank seines Reichtums über genügend Tagesfreizeit, um vielen Menschen auf die Nerven gehen zu können. Larry verweigert sich zudem zahlreichen etablierten gesellschaftlichen Konventionen und Erwartungen. Aus zumeist nichtigen Anlässen entfacht der cholerisch veranlagte Misanthrop permanent Streit mit ihm vertrauten oder auch fremden Menschen – völlig unabhängig von Alter, Herkunft, Geschlecht, Religionszugehörigkeit oder gesellschaftlicher Stellung. Während dieser Streits verstrickt er sich regelmäßig in sophistischen Argumentationen. Am Ende der Episoden kulminieren die verschiedenen Erzählstränge zumeist in soziale Katastrophen.
Weitere wichtige Handlungspersonen sind Larrys Ehefrau Cheryl (Cheryl Hines), sein Manager und bester Freund Jeff (Jeff Garlin), Jeffs Ehefrau Susie (Susie Essman), sowie ab Staffel 6 Leon Black (J.B. Smoove). Des Weiteren treten im Verlauf der Serie zahlreiche Gaststars wie Martin Scorsese, Ben Stiller, Michael J. Fox, Mila Kunis, Woody Harrelson, Shaquille O’Neal sowie die vier Seinfeld-Hauptdarsteller Jerry Seinfeld, Julia Louis-Dreyfus, Jason Alexander und Michael Richards als ebenfalls mehr oder minder fiktionalisierte Darstellungen ihrer eigenen Person auf.
Lass es, Larry! galt als u. a. Vorbild für die in Deutschland produzierten Serien Pastewka (2005–2020) und Jerks. (2017–2023).

## Handlung
Durch die US-Comedyserie Seinfeld zum Multimillionär geworden, lebt Larry David mit seiner Frau (gespielt von Cheryl Hines) in Pacific Palisades, einem wohlhabenden Stadtteil von Los Angeles. Er ist erfolgreich, hat gute Freunde und ein schönes Haus.
In einer Mischung aus nacherzählten Begebenheiten und fiktiven Elementen stellt jede Episode in spezifischen, gesellschaftskritischen Nuancen den Alltag von Larry David dar, teilweise vollkommen trivial, aber auch schockierend ehrlich. Mit Genauigkeit und Tiefe werden alle amerikanischen Kulturkreise und die Missverständnisse in deren Kommunikation auf die Schippe genommen. Insbesondere auch die jüdisch-amerikanische Kultur, die den Hintergrund von Larry David selbst darstellt. Auffällig sind die Ähnlichkeiten zwischen Larry David und George Costanza (gespielt von Jason Alexander) aus Seinfeld, was darauf zurückzuführen ist, dass er der Figur als Vorbild diente.
Larry David bezeichnet sich selber eher als Neurotiker und das Gegenteil seines Charakters in der Serie. Er gab auch an, dass das Spielen des Seriencharakters sehr therapeutisch für ihn war.
Für die Folgen existiert ein sehr detailliertes Skript bezüglich Gesprächsinhalt und -verlauf, die Dialoge selbst werden entsprechend diesen Vorgaben von den Schauspielern improvisiert.

## Besetzung und Synchronisation
Die deutschsprachige Synchronisation der ersten fünf Staffeln entstand durch die Synchronfirma Blackbird Music Studios. Die Dialogregie führte in ersten vier Staffeln Dennis Schmidt-Foß, in der fünften Christoph Cierpka.
Aufgrund des Firmenwechsels kam es ab der sechsten Staffel zu vielen Umbesetzungen. Die Serie wird seitdem durch die Firma Arena Synchron, unter der Dialogregie von Gerrit Schmidt-Foß und Cay-Michael Wolf, synchronisiert. Die Dialogbücher für die ersten acht Staffeln schrieben Rebecca Völz und Sabine Sebastian, ab der neunten Staffel Theodor Dopheide und Manuel Doerr.

### Hauptdarsteller
| Rolle        | Schauspieler | Hauptrolle (Folgen)   | Nebenrolle (Folgen) | Synchronsprecher                                            |
| ------------ | ------------ | --------------------- | --- | ----------------------------------------------------------- |
| Larry David  | Larry David  | 1.01–12.10            | | Bodo Wolf (Staffeln 1–11) Bernd Vollbrecht (Staffel 12)     |
| Cheryl David | Cheryl Hines | 1.01–7.10, 9.01–11.10 | 8.01, 12.03, 12.05, 12.06, 12.09                                                                                              | Sabine Arnhold                                              |
| Jeff Greene  | Jeff Garlin  | 1.01–12.10            | | Detlef Bierstedt (Staffeln 1–5) Lutz Schnell (Staffel 6–12) |
| Susie Greene | Susie Essman | 8.01–12.10            | 1.01, 1.06, 1.08, 2.02, 2.07, 3.02, 2.04, 3.07–3.10, 4.02–4.05, 4.08, 4.09, 5.01–5.03, 5.05, 5.07–6.08, 6.10–7.05, 7.08, 7.10 | Anke Reitzenstein (Staffeln 1–5) Andrea Aust (Staffel 6–12) |
| Leon Black   | J. B. Smoove | 9.01–12.10            | 6.02, 6.04, 6.06–7.02, 7.05, 7.09, 8.01, 8.02, 8.07, 8.09, 8.10                                                               | Asad Schwarz                                                |

### Nebendarsteller
Alle Nebendarsteller haben meistens sehr unregelmäßige Auftritte.
| Rolle               | Schauspieler        | Folgen | Synchronsprecher                                                     |
| ------------------- | ------------------- | --- | -------------------------------------------------------------------- |
| Richard Lewis       | Richard Lewis       | 1.01, 1.04, 1.09, 2.01, 2.05, 2.08–2.09, 3.02, 3.04, 3.06, 3.10, 4.02, 4.07, 5.01, 5.05, 5.08, 5.10–6.01, 6.03–6.04, 6.07, 6.10–7.02, 7.06, 8.02, 8.04–8.05, 9.01, 9.04–9.06, 9.10–10.03, 10.05, 10.07–10.09, 11.07, 12.03, 12.05, 12.07, 12.08, 12.10 | Florian Krüger-Shantin (Staffeln 1–5) Erich Räuker (ab Staffel 6)    |
| Ted Danson          | Ted Danson          | 1.02, 3.01, 3.03–3.04, 3.07, 4.04, 5.01, 6.01, 6.03–6.04, 6.07, 6.10, 7.04–7.05, 9.01–9.04, 9.08–10.05, 10.07, 10.09, 11.03, 11.07–11.08, 12.03, 12.05, 12.06, 12.10                                                                                   | K. Dieter Klebsch (Staffeln 1–5) Rüdiger Bahr (ab Staffel 6)         |
| Mary Steenburgen    | Mary Steenburgen    | 1.02, 6.01–6.02, 6.05, 7.04, 9.02 | Karin David (Staffel 1) Marina Krogull (Staffel 6–9)                 |
| Julia Louis-Dreyfus | Julia Louis-Dreyfus | 1.06, 2.04, 2.07, 2.10, 7.03, 7.06, 7.09–7.10 | Traudel Haas                                                         |
| Jason Alexander     | Jason Alexander     | 2.01–2.02, 7.03, 7.09–7.10 | Stefan Fredrich (Staffel 2), Detlef Bierstedt (Staffel 7)            |
| Wanda Sykes         | Wanda Sykes         | 2.01–3.08, 4.07, 5.02, 7.01, 8.08 | Heike Schroetter (Staffel 2–5), Philine Peters-Arnolds (Staffel 7–8) |
| Sammy Greene        | Ashly Holloway      | 2.07–9.10 | Jodie Blank                                                          |
| Michael York        | Michael York        | 3.01, 3.04, 3.07, 3.10 | Thomas Danneberg                                                     |
| Nat David           | Shelley Berman      | 3.06–7.07 | Peter Groeger                                                        |
| Mel Brooks          | Mel Brooks          | 4.01, 4.03, 4.07, 4.10 | Wolfgang Völz                                                        |
| Ben Stiller         | Ben Stiller         | 4.01–4.03, 6.08 | Oliver Rohrbeck                                                      |
| Christine Taylor    | Christine Taylor    | 4.01–4.03 | Ulrike Stürzbecher                                                   |
| Marty Funkhouser    | Bob Einstein        | 4.04–9.10 | Thomas Wolff (Staffeln 4–5) Ronald Nitschke (Staffeln 6–9)           |
| David Schwimmer     | David Schwimmer     | 4.05, 4.07, 4.10 | Jaron Löwenberg                                                      |
| Jerry Seinfeld      | Jerry Seinfeld      | 4.07, 4.10, 7.03, 7.06–7.10, 12.10 | Oliver Feld                                                          |
| Michael Richards    | Michael Richards    | 4.07, 7.03, 7.09–7.10 | K.Dieter Klebsch                                                     |
| Bridget             | Lauren Graham       | 4.07–4.09 | Melanie Pukaß                                                        |
| Mocha Joe           | Saverio Guerra      | 7.10, 10.01, 10.04–10.05, 10.08–10.10 | Sven Plate                                                           |
| Freddy Funkhouser   | Vince Vaughn        | 10.05–10.06, 10.09–10.10, 11.03–11.06. 12.03, 12.05, 12.07 | Stefan Fredrich                                                      |
| Irma Kostroski      | Tracey Ullman       | 11.07–11.10, 12.01, 12.03–12.05, 12.10 |                                                                      |
| Bruce Springsteen   | Bruce Springsteen   | 12.02, 12.09, 12.10 |                                                                      |
| Sienna Miller       | Sienna Miller       | 12.03, 12.05, 12.06 |                                                                      |

### Gaststars
In Gastrollen treten viele bekannte Persönlichkeiten aus dem Film- und Fernsehgeschäft auf, darunter Rob Reiner, Michael York, Alanis Morissette, Martin Scorsese, Michael J. Fox, Ben Stiller, David Schwimmer, Meg Ryan, Hugh Hefner, Sacha Baron Cohen, Christian Slater und Dustin Hoffman.
In der siebten Staffel verfolgt Larry das Ziel einer Reunion-Show seines Erfolgs Seinfeld. Im Verlauf der Vorbereitungen auf diese Sendung treten die aus der Show bekannten Schauspieler Jerry Seinfeld, Jason Alexander, Julia Louis-Dreyfus, Michael Richards, Steve Hytner, Estelle Harris und Wayne Knight auf.
| Rolle              | Schauspieler       | Folgen              | Synchronsprecher       |
| ------------------ | ------------------ | ------------------- | ---------------------- |
| Kathy Griffin      | Kathy Griffin      | 1.01                | Liane Rudolph          |
| Gil                | Bob Odenkirk       | 1.03                | Sebastian Jacob        |
| Shaquille O’Neal   | Shaquille O’Neal   | 2.08                | Tobias Kluckert        |
| Rob Reiner         | Rob Reiner         | 2.05                | Axel Lutter            |
| Joan Rivers        | Joan Rivers        | 3.02                | Marianne Lutz          |
| Martin Short       | Martin Short       | 3.05                | Michael Pan            |
| Martin Scorsese    | Martin Scorsese    | 3.06, 3.08          | Rüdiger Evers          |
| Stewart            | Anton Yelchin      | 4.03                | Carsten Otto           |
| Drogendealer       | Jorge Garcia       | 4.06                | Gerrit Schmidt-Foß     |
| Verkäuferin        | Melissa McCarthy   | 4.07                | Nana Spier             |
| Anna               | Gina Gershon       | 4.09, 6.02          | Martina Treger         |
| Hotelpage Charles  | Zachary Levi       | 4.10                | Kim Hasper             |
| John               | Stephen Colbert    | 4.10                | Thomas Nero Wolff      |
| Anne Bancroft      | Anne Bancroft      | 4.10                | Luise Lunow            |
| Nathan Lane        | Nathan Lane        | 4.10                | Lutz Mackensy          |
| Hugh Hefner        | Hugh Hefner        | 5.06                | Christian Rode         |
| Himmelsführer #1   | Dustin Hoffman     | 5.10                | Joachim Kerzel         |
| Himmelsführer #2   | Sacha Baron Cohen  | 5.10                | Boris Tessmann         |
| Meg Ryan           | Meg Ryan           | 7.03                | Ulrike Möckel          |
| Christian Slater   | Christian Slater   | 7.04                | Sven Hasper            |
| Wayne Knight       | Wayne Knight       | 7.09                | Frank Ciazynski        |
| Steve Hytner       | Steve Hytner       | 7.09                | Gerald Schaale         |
| Jennifer           | Ana Gasteyer       | 8.09, 8.10          | Judith Brandt          |
| Bill Buckner       | Bill Buckner       | 8.09                | Helmut Gauß            |
| Michael J. Fox     | Michael J. Fox     | 8.10, 9.08          | Sven Hasper            |
| Jimmy Kimmel       | Jimmy Kimmel       | 9.01, 12.01         | Uwe Büschken           |
| Lin-Manuel Miranda | Lin-Manuel Miranda | 9.09, 9.10          | Marius Clarén          |
| Clive Owen         | Clive Owen         | 10.05               | Tom Vogt               |
| Wally              | Fred Armisen       | 10.06               | Robert Louis Griesbach |
| Boris              | Alan Tudyk         | 10.06               | Matthias Klie          |
| Chris Martin       | Chris Martin       | 10.06               | Alexander Doering      |
| Jon Hamm           | Jon Hamm           | 10.08, 11.01        | Sascha Rotermund       |
| Jonah Hill         | Jonah Hill         | 10.10               | Tobias Müller          |
| Sean Penn          | Sean Penn          | 10.10               | Tobias Meister         |
| Mila Kunis         | Mila Kunis         | 10.10               | Anja Stadlober         |
| Lucy Liu           | Lucy Liu           | 11.01               | -                      |
| Dylan O’Brien      | Dylan O’Brien      | 11.02               | Ozan Ünal              |
| Harry Baskin       | Patton Oswalt      | 11.03               | Axel Malzacher         |
| Woody Harrelson    | Woody Harrelson    | 11.04               | Thomas Nero Wolff      |
| Heidi              | Kaley Cuoco        | 11.04               | Sonja Spuhl            |
| Seth Rogen         | Seth Rogen         | 11.06               | Tobias Kluckert        |
| Chiropraktiker     | Josh Gad           | 11.06               |                        |
| Lily Collins       | Lily Collins       | 11.10               |                        |
| Joe Scarborough    | Joe Scarborough    | 12.02, 12.10        |                        |
| Mika Brzezinski    | Mika Brzezinski    | 12.02, 2.10         |                        |
| Willie Geist       | Willie Geist       | 12.02, 12.04, 12.10 |                        |
| Hobie Turner       | Rob Riggle         | 12.04               |                        |
| Christopher Mantle | Sean Hayes         | 12.05, 12.08        |                        |
| Abe Zeckelman      | Dan Levy           | 12.05               |                        |
| Lori Loughlin      | Lori Loughlin      | 12.06               |                        |
| Conan O’Brien      | Conan O’Brien      | 12.08               |                        |
| Savannah Guthrie   | Savannah Guthrie   | 12.09               |                        |
| Hoda Kotb          | Hoda Kotb          | 12.09               |                        |
| Rick Chambers      | Rick Chambers      | 12.09               |                        |
| Chris Hayes        | Chris Hayes        | 12.10               |                        |
| Cheryl             | Allison Janney     | 12.10               |                        |
| Alexander Vindman  | Alexander Vindman  | 12.10               |                        |

## Auszeichnungen
Curb Your Enthusiasm wurde für 39 Emmy Awards nominiert und gewann zwei davon. Im Jahr 2003 wurde die Serie mit dem Golden Globe für die beste Comedyserie ausgezeichnet.

## Kritik
„Curb Your Enthusiasm ist tatsächlich der riskante Alltag eines unmoralischen Moralisten, der sich im Streit mit dem befindet, was andere als Wirklichkeit bezeichnen. ... Man könnte sagen, Larry David mag die Menschheit, aber nicht die Menschen. Sein Blick ist von tiefer Skepsis geprägt, der Welt und ihren Bewohnern gegenüber, von einem fast metaphysischen Zweifel, den er zur Grundlage seiner eigenen Existenz macht.“

## Sonstiges
In Deutschland war die Serie seit März 2006 kostenpflichtig mit deutscher Synchronisation über das UMTS-Mobilfunknetz von Vodafone empfangbar. Seit Mai 2008 strahlte zudem der Pay-TV-Sender FOX Channel die ersten beiden Staffeln im deutschen Fernsehen aus. Die Ausstrahlungsrechte liegen momentan bei Sky Atlantic HD, auf dem seit Ende Mai 2012 alle Episoden gesendet wurden.
Die deutsche Serie Pastewka ist an Lass es, Larry! angelehnt, ebenso wie die dänische Sitcom Klovn, von welcher 2017 Christian Ulmen in Deutschland mit Jerks. die Plots übernommen hat, in welche er und die anderen dann ihre eigenen Geschichten, wie Ulmen sagt, „reingehängt“ haben.
Die BBFC gab die DVD-Box erst ab 18 Jahren frei. Die deutsche DVD-Veröffentlichung der ersten Staffel wurde von der FSK ab 16 Jahren freigegeben. Die zweite Staffel erhielt eine Freigabe ab 12 Jahren.
Was Inhalt und Terminplanung der Serie angeht, lässt der auftraggebende Sender HBO Larry David freie Hand.